# Оттон де ла Рош
Оттон де ла Рош, або Отто де ла Рош (? — 1234) — перший герцог Афінський, бургундський дворянин із замку Ла Рош-сюр-л'Оньон у Франш-Конте, Рігні, Ду. Учасник Четвертого хрестового походу в 1204 році.

## Життєпис
Оттон де ла Рош прийняв титул мегаскир, або великий сеньйор Афінський, початково носив титул короля Фессалонікського. Він зміцнив фортифікаційні споруди Афінського акрополя. У 1208 році прийняв титул герцога.
У травні 1209 року імператор Латинської імперії Генріх I скликав свій перший парламент у місті Равенніка. Оттон та його близький соратник Жоффруа де Віллардуен одними з перших засвідчили свою лояльність до імператора. 2 травня 1210 року на другому парламенті два барони ратифікували угоду між церквою і державою, проте вона не мала очікуваного ефекту. Оттона звинуватили у ставленні до грецьких священиків, як до селян. В дійсності багато хто зі священиків був у минулому кріпаком, що отримали духовний статус від грецьких святителів. Останні бажали таким чином зняти важкий тягар курві, яким франки обкладали місцеве населення. Папа Римський Гонорій III відлучив Оттона від церкви і наклав арешт на маєтності. Така ж доля спіткала і Жоффруа де Віллардуена. 1223 року Отон уклав договір з Папою, за яким повернув церковні землі, але й мав сплачувати щорічне утримання церкви. Квота була також покладена на священиків, пропорційно чисельності населення громади.
Спільно із Жоффруа Оттон розпочав серію військових авантюр з метою зміцнення материкової Греції. Разом вони взяли Акрокоринф (1209), Аргос (1210), а також Навплію (1211). Як компенсацію він два маєтки в Арголіді: Аргос і Дамалу. Після повернення італійських хрестоносців Альбертіно та Роландіно Каносських на батьківщину, їхні маєтки у Фівах були розділені між Жоффруа і Отоном. Саме місто Фіви завдяки своїй шовковій промисловості стало столицею Отона і економічним центром його володінь. Натомість Отон відбудував оборонні вежі (зруйновані наприкінці 19 століття) над пропілеями. Пізніше передав місто своєму племіннику Гаю. Відтоді Афіни стали резиденцією Отона. Там він жив у своєму замку на вершині Акрополя, зробивши Парфенон римо-католицьким Собором Афінської Богоматері (Notre Dame d'Athenes). У Дафні Оттон започаткував абатство цистерціанців. З 1225 року він передав управління Герцогством Афінським своєму племіннику Гаю I де ла Рошу і повернувся з дружиною додому до Бургундії.